# Juan Manuel Alemparte Vial
Juan Manuel Alemparte Vial (Santiago, 1804 - ibídem, 1872) fue un político y militar chileno.

## Biografía
Ingresó al ejército chileno en 1818, participando en las batallas de Chacabuco y Maipú bajo las órdenes de Bernardo O'Higgins. Ascendió a coronel en 1827, cuando estaba bajo las órdenes del general Ramón Freire, a quien acompañó a las campañas de Chiloé.
Imbuido por el ideal liberal, participó de la Guerra Civil de 1830 y fue perseguido por los victoriosos conservadores. Huyó del país con destino a Francia, retornando tras la amnistía otorgada por el gobierno de Manuel Bulnes.
Mantuvo su grado militar y se dedicó a la política, siendo elegido diputado por Talcahuano (1855-1858), integrando la Comisión permanente de Guerra y Marina.
Fue delegado militar en la legación chilena en Colombia (1865) y en Inglaterra (1868). El gobierno de José Joaquín Pérez lo designó luego como secretario del Ministerio de Guerra y Marina.